# الشخص الصحيح (فلم 2021)
الشخص الصحيح (بالإنجليزية: The Right One) فيلم كوميدي كندي أمريكي للمخرج كين موك الذي كتب الفيلم أيضاً، وبطولة كليوباترا كولمان، ونيك ثون، وإليزا شليزنجر. تقرر إصدار الفيلم في الولايات المتحدة في 5 فبراير 2021.

## طاقم التمثيل
- إليزا شليسنجر: في دور كيلي
- ديفيد كوشنر: في دور بوب جلاسر
- كليوباترا كولمان: في دور سارة
- نيك ثون: في دور جودفري
- ليان لاب: في دور اليجرا
- إم جي كوكوليس: في دور شاد
- تريزو ماهورو: في دور جيكي
- تارون كيرام: في دور فنان
- لورين ماكجيبون: في دور مديرة المكتب

بالاشتراك مع:
- كاليكس فريزر، كارولين أدير، أنتوني شيم، شارلوت كافانا، صني تشين، هاري هان، إيمي جودمرفي، نيكيم بروفو، دون كنودل، كريستيان لاغاسي، هالي غال، جوي وايت، أمان مان، تريفور هورن، ليام والينجر، جوني كيدني، نيكولاس دوي.[3]

## ملخص أحداث الفيلم
قصة جودفري، الرجل المصاب بصدمة شديدة وشعور بالذنب، ويعاني من مأساة شخصية لدرجة أنه يتعامل معها بطريقة عميقة، حيث انه يقرر أن يكون أي شخص غير نفسه. يتبنى شخصية ناقد فني في أحد الأيام، ثم أستاذ جامعي، يليه راعي بقر يجيد الغناء، يليه شخصية منسق أغاني، وبصورة غير مقنعة، وراقص أرجنتيني، من بين آخرين. هو رجل فقد فكرة هويته تمامًا، ولكن آلية التكيف لديه تبقيه عاقلًا. الكاتبة الذكية سارة داش، وذات البصيرة، التي تعيش وتكافح مع إحساسها بالذات. تلتقي سارة وجودفري في افتتاح معرض، وتفتن بشخصياته، وتحاول كشف لغز غودفري، بينما تستخدمه في نفس الوقت لكتابة رواية جديدة. تتطور صداقة هشة بين الاثنين، والحل الذي يمكن فيه لشخصين مصابين المساعدة في شفاء بعضهما البعض.

## استقبال الفيلم
- كتب بريان اوروندورف على موقع «بلو راي Blu-ray»: «الفيلم دراسة واقعية للخسارة المأساوية في المسودات السابقة لسيناريو الفيلم، وتحويله إلى شيء غريب لإرضاء مطالب السوق. ليس لدى المخرج موك خطة لعرض أفكاره الدرامية، كما أن اختياره صعب. لا تعمل المواهب التمثيلية مع سيناريو مدروس لتبدأ به، حيث لا يربط موك الأفكار ويتجنب الفهم الصادق للألم.. يفشل القائد في مزج الضوء والظلام الجوهري للمادة بأي طريقة ذات معنى».[4]
- كتب رودولف رافبار على موقع «فلودور Flodoor»: «شريط الصوت لهذا الفيلم سييء حيث ظننت وأنا أشاهده، أن هناك خطأ في سماعاتي.. أنا أشاهد الفيلم مع (الهيدفون) على أذني.. إذا كنت تحب الفيلم فهذا جيد لك.. لك»، ومنح الفيلم تقييم 2/10.[5]

- كتب روجر مور على موقع «موفي نيشان movie nation»: «الفيلم له بعض العناصر الواعدة، والواضحة منذ البداية، ولكن الأفكار الجيدة تنفد بسرعة والمشاهد الجذابة تتحول قليلاً ومتباعدة قبل أن نلقي نظرة خاطفة على ساعتنا الرقمية».[6]

## وصلات خارجية
- الشخص الصحيح (فيلم 2021)
- الشخص الصحيح (فيلم 2021)
- الشخص الصحيح (فيلم 2021)